# Czerkasy (Łaszczów)
Czerkasy – część miasta Łaszczów w Polsce położona w województwie lubelskim, w powiecie tomaszowskim, w gminie Łaszczów.
Do 1 stycznia 2010 roku wieś, weszła w skład Łaszczowa wraz z nadaniem mu praw miejskich.
Do 1922 r. istniała gmina Czerkasy. Miejscowość była przejściowo siedzibą gminy Łaszczów. W latach 1975–1998 miejscowość administracyjnie należała do województwa zamojskiego.